# 上萬德山 (齊勒塔爾阿爾卑斯山脈)
47°0′48″N 11°37′38″E / 47.01333°N 11.62722°E

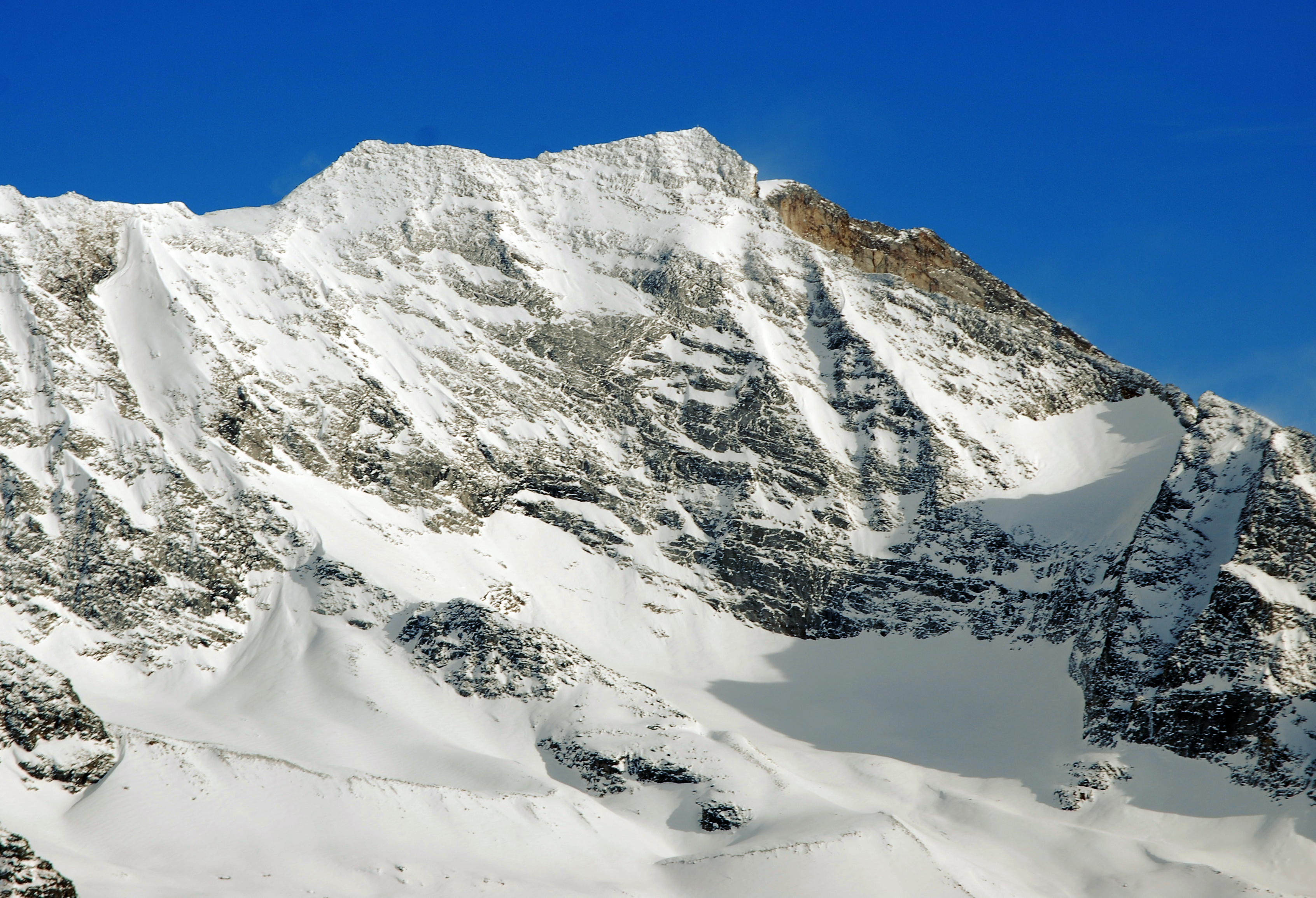

上萬德山（德語：Hohe Wand），是奧地利的山峰，位於該國西部，由蒂羅爾州負責管轄，屬於齊勒塔爾阿爾卑斯山脈的一部分，距離施拉馬赫山1.6公里，海拔高度3,289米。